# خانه چقماقی یزدی
خانه صالح چقماقی یزدی مربوط به دوره قاجار است و در یزد، خیابان امام، جنب مخابرات،کوچه شهید سهروردی،کوچه بو علی، بن بست اکبرزاده پلاک 28 واقع شده و این اثر در تاریخ ۷ مرداد ۱۳۸۲ با شمارهٔ ثبت ۹۲۸۳ به‌عنوان یکی از آثار ملی ایران به ثبت رسیده است.
این خانه در متراژ 750 متر زیر بنا دارای:
- بادگیر
- جوب آب و آب انبار
- حوز خانه
- صندق خانه
- تالار
- اتاق پنج دری مشبک
- نارنجستان
- کریاس ورودی(هشتی)